# نیدرشتریگیس
نیدرشتریگیس (به آلمانی: Niederstriegis) یک منطقهٔ مسکونی در آلمان است که در رسواین واقع شده‌است. نیدرشتریگیس  ۱٬۱۸۴ نفر جمعیت دارد.